# Centroctenus acara
Centroctenus acara är en spindelart som beskrevs av Antonio D. Brescovit 1996. Centroctenus acara ingår i släktet Centroctenus och familjen Ctenidae. Inga underarter finns listade i Catalogue of Life.